# Пагакала
Пагакала — озеро на территории Ребольского сельского поселения Муезерского района Республики Карелия.

## Общие сведения
Площадь озера — 0,8 км², площадь бассейна — 5,9 км². Располагается на высоте 199,4 метров над уровнем моря.
Форма озера продолговатая, немного вытянуто с северо-запада на юго-восток. Берега озера каменисто-песчаные, местами болотистые.
С юго-восточной стороны из озера вытекает безымянный ручей, который через ряд ламбин сообщается с озером Короппи.
Населённые пункты возле озера отсутствуют. Ближайший — деревня Колвасозеро — расположен в двенадцати километрах к северо-востоку от озера.
Озеро расположено в девятнадцати километрах от Российско-финляндской границы.
Код водного объекта в государственном водном реестре — 01050000111102000011066.